# Rank (musikalbum)
Se även Rank, Nykarleby stad
Rank är ett livealbum av den engelska gruppen The Smiths. Albumet släpptes i september 1988 av skivbolaget Rough Trade Records, och nådde plats 2 på de brittiska försäljningslistorna. I USA nådde albumet plats 77. Albumet har fått högsta betyg i musiktidningen Q. 

## Låtlista
Alla låtar är skrivna av Morrissey/Johnny Marr förutom "Rusholme Ruffians" (Doc Pomus/Mort Shuman) och "The Draize Train" (Marr).

### LP

#### Sida A
1. The Queen Is Dead
2. Panic
3. Vicar in a Tutu
4. Ask
5. His Latest Flame/Rusholme Ruffians medley
6. The Boy with the Thorn in His Side
7. Rubber Ring/What She Said medley

#### Sida B
1. Is It Really So Strange?
2. Cemetry Gates
3. London
4. I Know It's Over
5. The Draize Train
6. Still Ill
7. Bigmouth Strikes Again

### CD
Samma som på LP.

## Medverkande

### Bandet
- Morrissey – sång
- Johnny Marr – huvudgitarrist
- Craig Gannon – gitarr
- Andy Rourke – basgitarr
- Mike Joyce – trummor

### Extra musiker
Inga.

### Teknisk personal
- Pete Dauncey och Grant Showbiz – producenter
- Paul Nickson – tekniker